# Afromevesia fimbriator
Afromevesia fimbriator är en stekelart som först beskrevs av Carl Peter Thunberg 1822.  Afromevesia fimbriator ingår i släktet Afromevesia och familjen brokparasitsteklar. Inga underarter finns listade i Catalogue of Life.